# Broom-Hilda

Broom-Hilda (« Hilda du balai », jeu de mots avec Brunehilde) est un comic strip humoristique américain de Russell Myers mettant en scène une sorcière alcoolique et dépravée de 1500 ans et ses amis. 
Publiée depuis le 19 avril 1970, la série a connu un succès immédiat qui a conduit à diverses adaptations animées et de nombreux produits dérivés. Broom-Hilda est toujours publiée en 2023.

## Récompenses
- 1976 : Prix du comic strip humoristique de la National Cartoonists Society pour 1975.